# Scopalina azurea
Scopalina azurea är en svampdjursart som beskrevs av Bibiloni 1993. Scopalina azurea ingår i släktet Scopalina och familjen Dictyonellidae. Inga underarter finns listade i Catalogue of Life.